# Passiflora mandonii
Passiflora mandonii là một loài thực vật có hoa trong họ Lạc tiên. Loài này được (Mast.) Killip mô tả khoa học đầu tiên năm 1924.